# 延长中路
延长中路是中華人民共和國上海市靜安區一條東西走向道路，西起滬太路與延長西路相連，東至共和新路與延長路相連。道路全长1250米。1958年，當局在沪太路和彭越浦之間修建延长路。1989年，當局又在共和新路和老沪太路之間修建道路。1991年，上述道路一同更名為延長中路。道路沿途有上海市第十人民醫院和同濟大學附屬口腔醫院。